# Skrzypiec (województwo zachodniopomorskie)
Skrzypiec (daw. Kwiatowo, niem. Blumenwerder) – nieistniejąca kolonia w Polsce położona w województwie zachodniopomorskim, w powiecie choszczeńskim, w gminie Choszczno.
W latach 1975–1998 miejscowość położona była w województwie gorzowskim.